# Ушаково (Алексинский район)
Ушаково — упразднённая деревня на территории муниципального образования город Алексин (бывшем Алексинском районе) Тульской области России. До упразднения уездно-губернского деления (1925) на территории Широносовской волости Алексинского уезда Тульской губернии.

## География
Находилась к юго-западу от современного села Сенево, к северу от дер. Богатьково (в настоящее время также нежилая) и к юго-западу от с. Широносово Алексинского района Тульской области.

## История
Последний раз обозначена на картах РККА 1941 г. как Ушакова.

### Административная и церковная принадлежность
В конце XVII — начале XVIII в. входила в Конинский стан Алексинского уезда.
По состоянию на 1914 г. относилась к Широносовской волости Алексинского уезда.
Была приписана к церкви в с. Широносово.

### Владельцы
- По писцовой книге 1685 г. «деревня, что была пустошь Ушакова» принадлежала Семену Ивановичу и Семену Семеновичу Епишкову[2].
- По ревизии 1709 г. принадлежала боярину Борису Гавриловичу Юшкову и стольнику Юрию Федоровичу Лодыженскому.
- Ревизия 1721 г. — владелец Михаил Семёнович Епишков
- Ревизия 1745 г. — владелец Пётр Богданович Суровцев
- Ревизия 1782 г. — вместе с селениями Широносово, Богатьково и Ащерино принадлежит купцу первой гильдии, заводчику Лариону Ивановичу Лугинину.
- Ревизия 1795 г. — вместе с селениями Широносово, Богатьково и Ащерино принадлежит князю Михаилу Михайловичу Голицину.

## Инфраструктура
Личное подсобное хозяйство с зоной сельскохозяйственного использования, индивидуальная застройка усадебного типа.
К 1941 году — 23 дома